# Союз коммунистов Косова
Союз коммунистов Косова (сербохорв. Савез комуниста Косова / Savez komunista Kosova, серб. Савез комуниста Косова, алб. Lidhja e komunistëve të Kosovës) — краевая организация Союза коммунистов Югославии и Союза коммунистов Сербии, которая с ноября 1944 года по июль 1990 года руководила автономным краем Косово и Метохия.
Создан в июле 1937 года как краевой комитет КПЮ в Косово и Метохии. После создания в мае 1945 года Коммунистической партии Сербии вошёл в её состав на тех же правах, а 15 ноября 1968 года был преобразован в Союз коммунистов Косово - де-юре краевую организацию Союза коммунистов Сербии, но де-факто самостоятельную краевую партийную организацию, имеющую свои программные документы и широкую политическую и экономическую самостоятельность.

## Борьба СКК и СКС
В Союзе коммунистов Косово доминировали местные кадры албанского происхождения, которые боролись за максимальную автономизацию Косово вплоть до равноправия с Сербией в качестве республики СФРЮ. Это привело к тому, что с начала 70-х годов между руководством СК Сербии и СК Косово начался жёсткий конфликт, особенно усугубившийся после беспорядков в Косово в 1981 году.
В 1980-х годах Союз коммунистов Сербии возглавил Слободан Милошевич, взявший курс на централизацию Сербии и партийной организации, используя националистическую риторику. В ноябре 1988 года в ходе т.н. "Антибюрократической революции", инспирированной Милошевичем, руководители СКК Качуша Яшари и Азем Власи были обвинены в национализме и отправлены в отставку, а на их место пришли сербы-сторонники Слободана Милошевича. При поддержке ряда албанских руководителей, таких как Рахман Морина и Али Шукрия, а также силовых структур Сербии, Милошевичу удалось установить относительный контроль над Косово.

## Закат
В июле 1990 года после преобразования Союза коммунистов Сербии в Социалистическую партию Сербии, большая часть членов СКК сербской и черногорской национальностей вступили в неё и Союз коммунистов Косово был ликвидирован. Несогласные с этим албанцы перешли в Социал-демократическую партию Косово.

## Лидеры
- Миладин Попович (сентябрь 1944 — март 1945)
- Джёрджие Пайкович (март 1945 — февраль 1956)
- Душан Мугоша (февраль 1956 — 1965)
- Вели Дева (1965 — 28 июня 1971)
- Махмут Бакали (28 июня 1971 — 6 мая 1981)
- Вели Дева (6 мая 1981 — июнь 1982)
- Синан Хасани (июнь 1982 — май 1983)
- Ильяз Куртеши (май 1983 — март 1984)
- Светислав Долашевич (март 1984 — май 1985)
- Коле Широка (май 1985 — май 1986)
- Азем Власи (май 1986 — 1988)
- Качуша Яшари (1988 — 17 ноября 1988)
- Ремзи Колгеци (17 ноября 1988 — 27 января 1989)
- Рахман Морина (27 января 1989 — 12 октября 1990)